# Geodia vestigifera
Geodia vestigifera är en svampdjursart som först beskrevs av Arthur Dendy 1924.  Geodia vestigifera ingår i släktet Geodia och familjen Geodiidae. Inga underarter finns listade i Catalogue of Life.